# Chevresis-Monceau
Chevresis-Monceau ist eine französische Gemeinde mit 335 Einwohnern (Stand: 1. Januar 2022) im Département Aisne in der Region Hauts-de-France. Sie gehört zum Arrondissement Saint-Quentin, zum Kanton Ribemont und zum Gemeindeverband Val de l’Oise.

## Geografie
Die Gemeinde Chevresis-Monceau liegt am Westrand der Thiérache, 24 'Kilometer südöstlich von Saint-Quentin. An der südwestlichen Gemeindegrenze verläuft das Flüsschen Péron. Nachbargemeinden von Chevresis-Monceau sind La Ferté-Chevresis im Nordwesten und Westen, Parpeville im Norden, Monceau-le-Neuf-et-Faucouzy im Nordosten, Bois-lès-Pargny im Osten sowie Pargny-les-Bois im Süden.

## Geschichte
Im Jahr 1819 fusionieren die Gemeinden Chevresis-le-Meldeux und Monceau-le-Vieil zur heutigen Gemeinde Chevresis-Monceau.

### Bevölkerungsentwicklung
| Jahr                       | 1962 | 1968 | 1975 | 1982 | 1990 | 1999 | 2006 | 2012 | 2021 |
| Einwohner                  | 367  | 340  | 327  | 313  | 348  | 368  | 355  | 370  | 340  |
| Quellen: Cassini und INSEE |      |      |      |      |      |      |      |      |      |

## Sehenswürdigkeiten

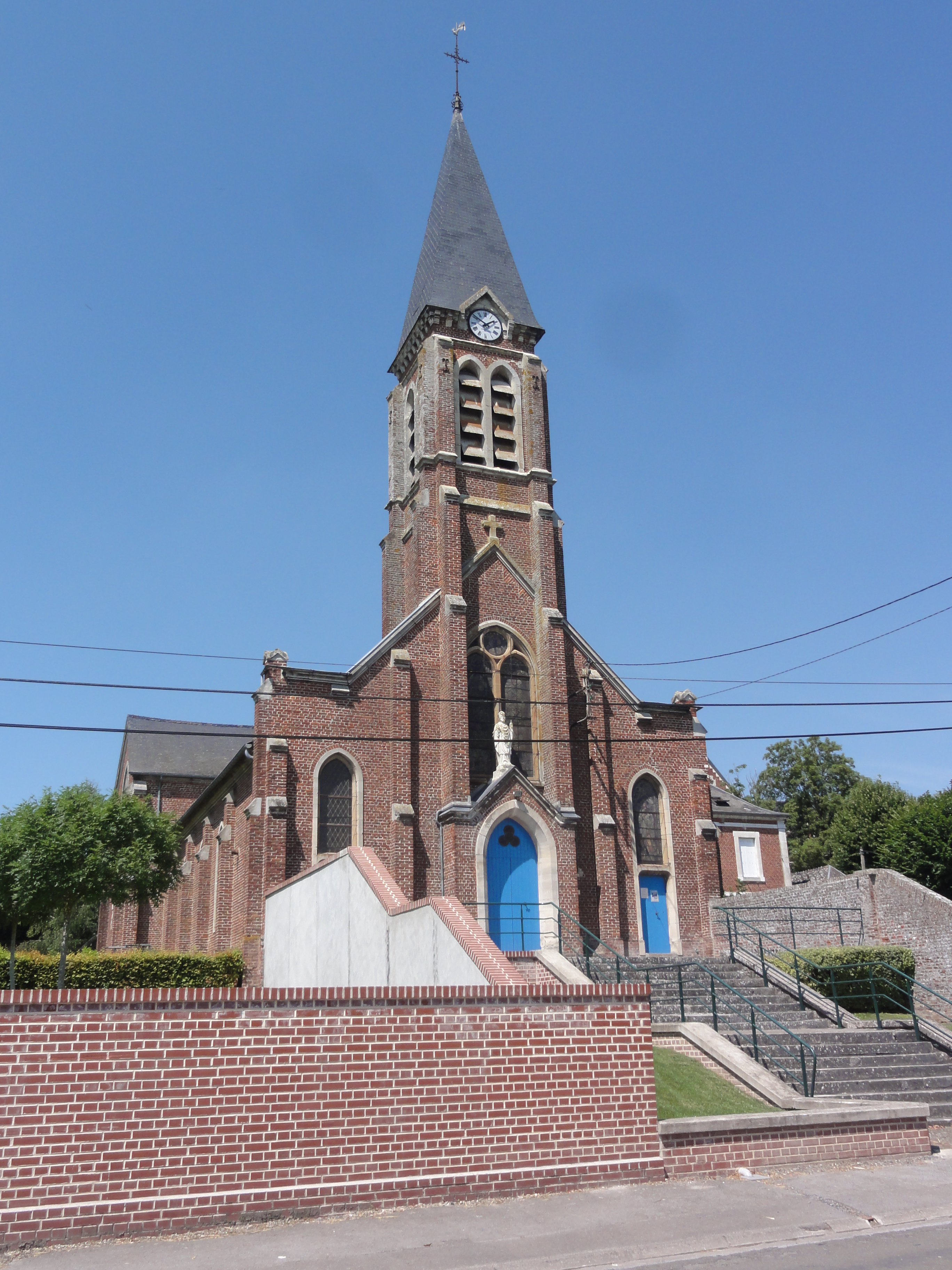
Kirche Notre-Dame
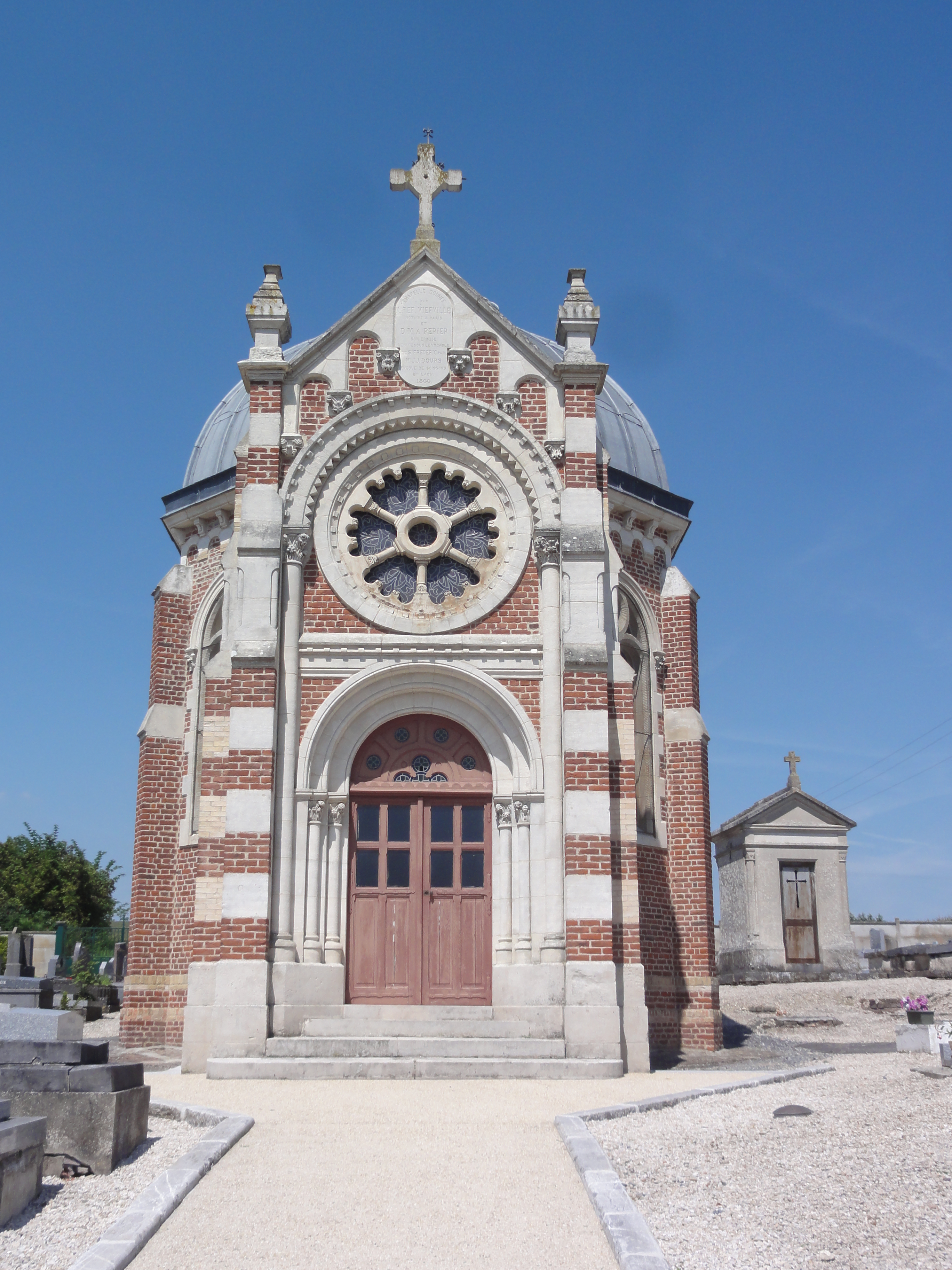
Kapelle Saint-Frédéric
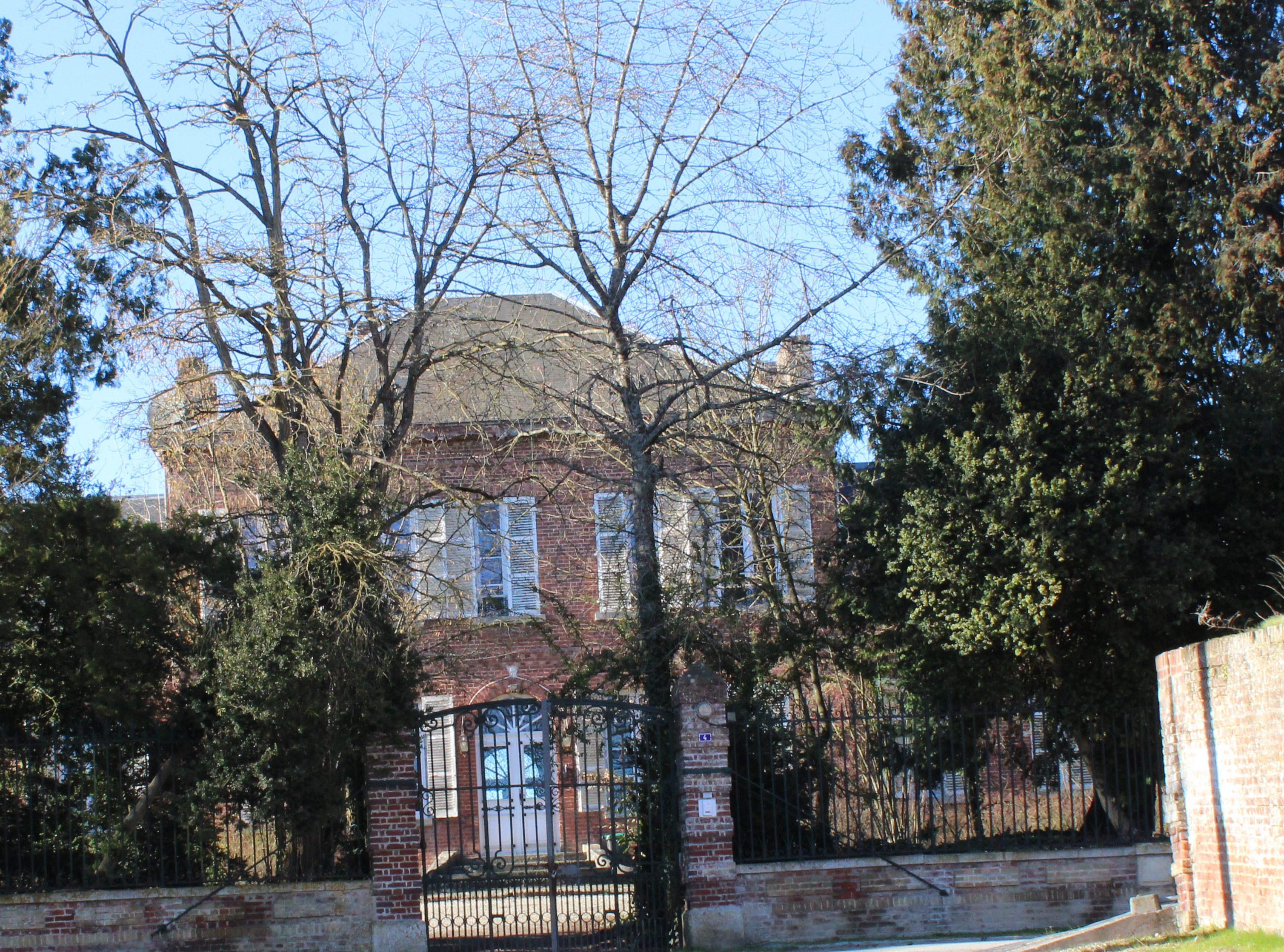
Schloss
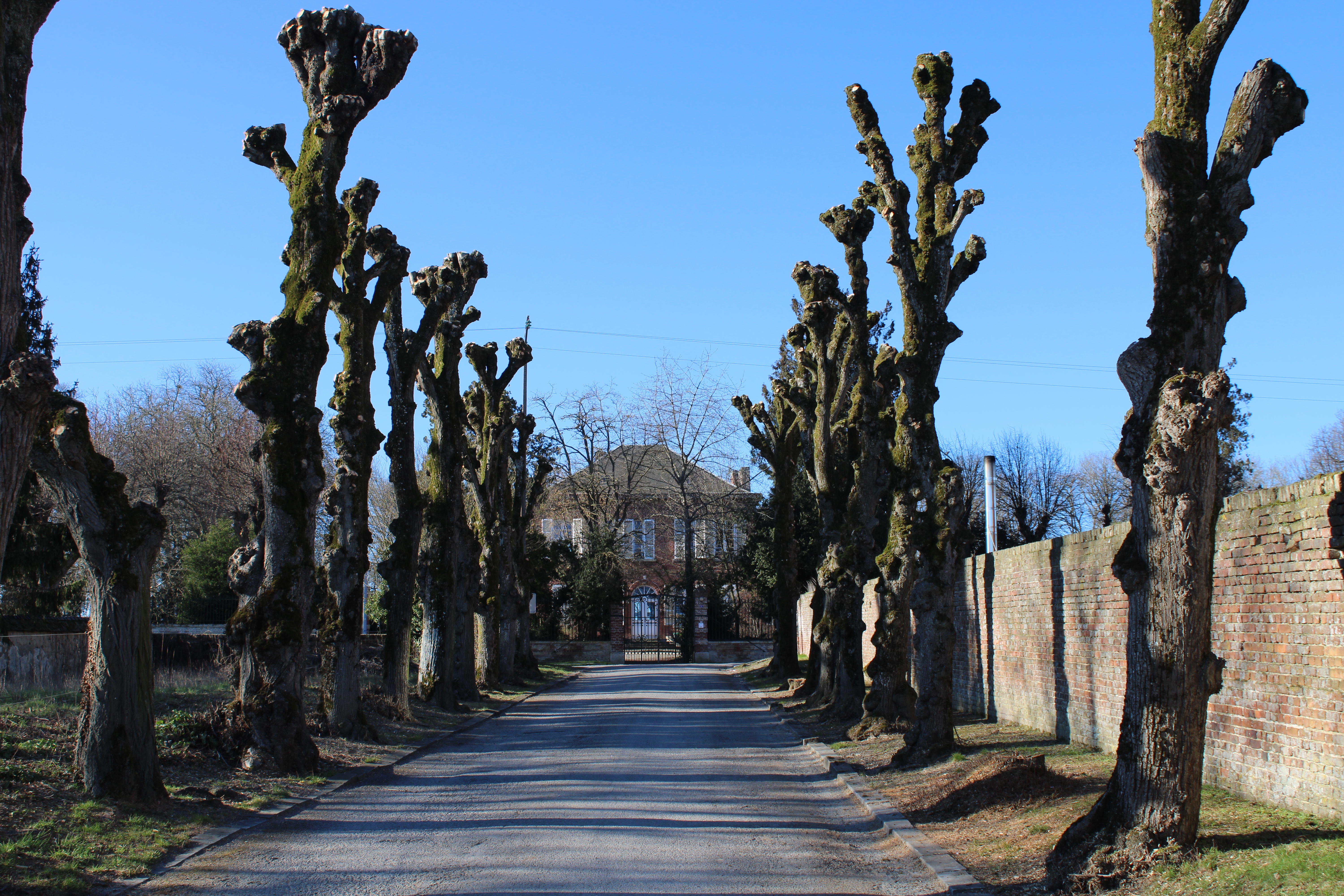
Schlossallee
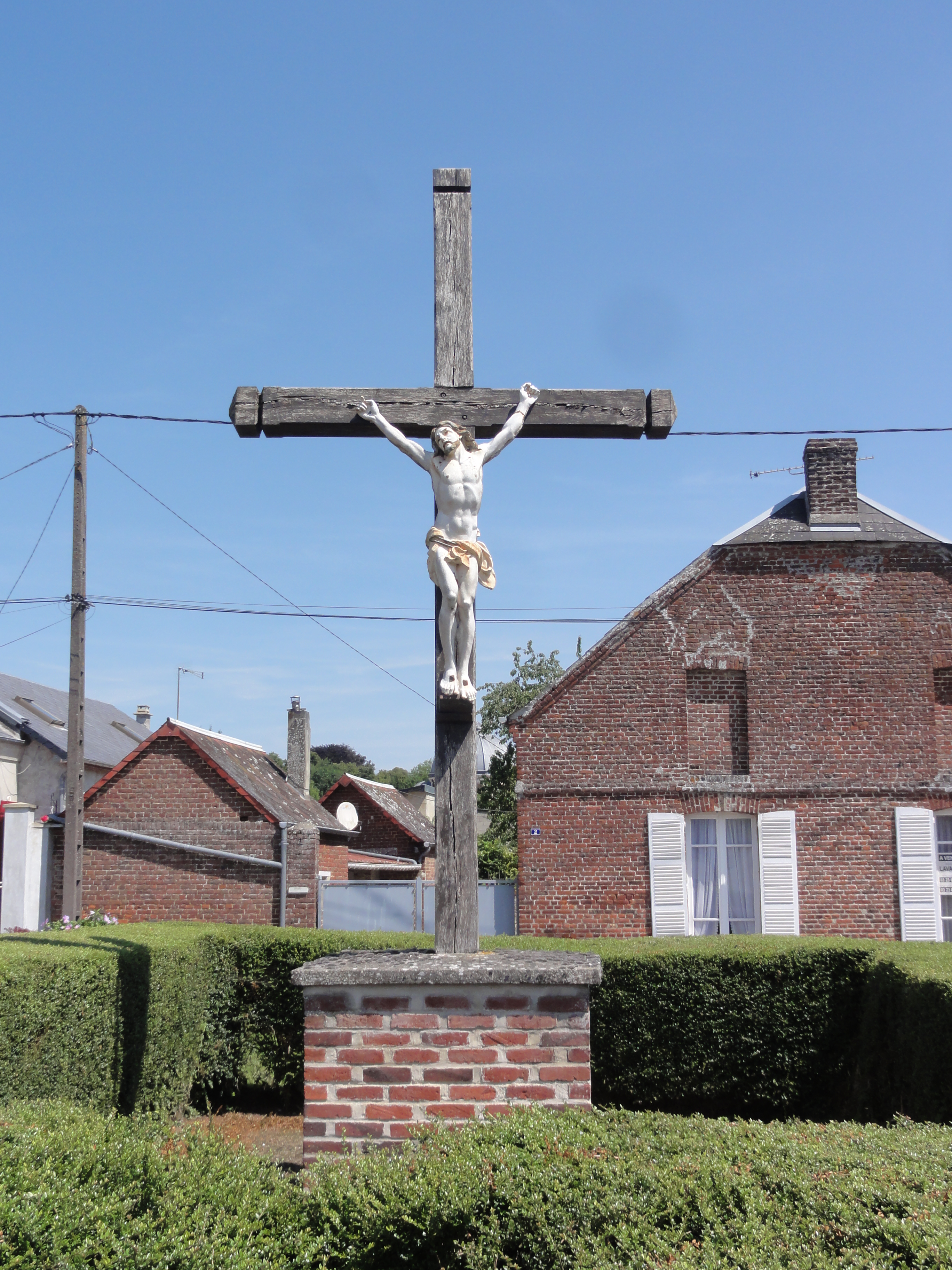
Wegkreuz
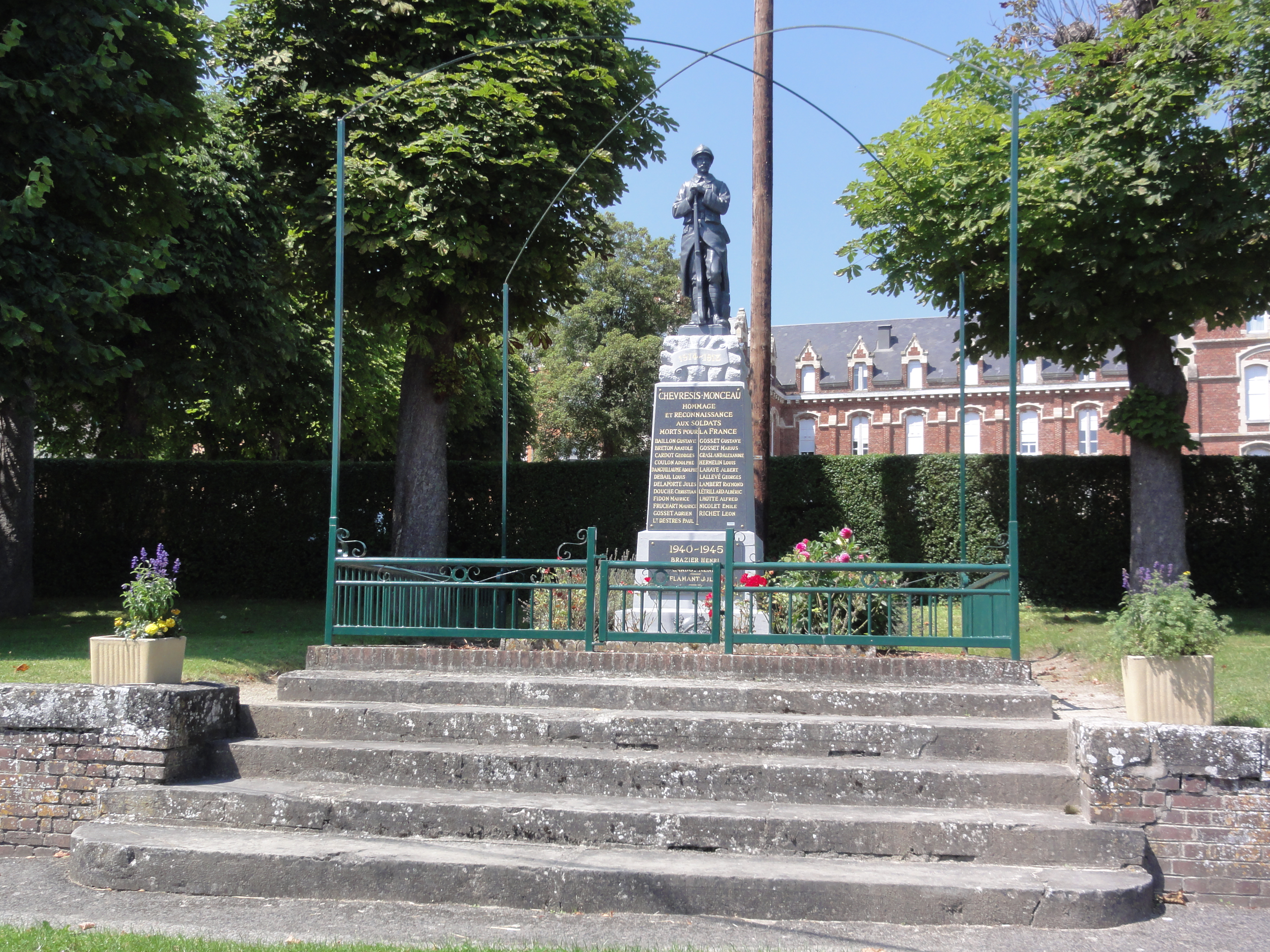
Gefallenendenkmal

- Kirche Notre-Dame
- Kapelle Saint-Frédéric
- Schloss
- Schlossallee
- Wegkreuz
- Gefallenendenkmal